# Gastrotheca litonedis
Gastrotheca litonedis es una especie de anfibios de la familia Amphignathodontidae.
Es endémica de Ecuador.
Su hábitat natural incluye zonas de arbustos a gran altitud, praderas tropicales o subtropicales a gran altitud, ríos y marismas intermitentes de agua dulce.
Está amenazada de extinción por la pérdida de su hábitat natural.